# Kyogre
Kyogre és una de les espècies que apareixen a la franquícia Pokémon. Forma part d'una tríada elemental de Pokémon llegendaris, juntament amb Groudon i Rayquaza. Representa l'element aquàtic i, segons la llegenda, té el poder de convocar pluges d'enorme magnitud per a crear mars i oceans.
El nom Kyogre és la romanització del nom japonès, Kaiōga. Aquest nom éstà compost de カイ (kai, "mar") i オーガ, (ōga), "orca").

## Morfologia
Físicament, Kyogre és una balena amb grans aletes amb jeroglífics, i una cua semblant a la de les aus en lloc de la típica cua dels cetacis. No té un gènere determinat. Mentre que Rayquaza simbolitza l'aire i Groudon representa la terra i el foc, Kyogre és la força ancestral dels oceans, i com a tal pot provocar enormes tempestes i inundacions massives. És part del mite de la creació del món en què se situa Pokémon; segons la llegenda, Groudon i Kyogre lliuraren una batalla titànica per crear més terra o més mar, respectivament, fins que finalment Rayquaza els va calmar i cadascun tornà al seu element.
Així, Kyogre i Groudon tenen una relació similar a la del Leviathan i el Behemot de la mitologia jueva. En aquesta mitologia, el Leviatà és el monstre ancestral dels oceans, mentre que el Behemot ho és de la terra. Rayquaza també està basat en el Ziz, una altra criatura d'aquesta mitologia.

## En els videojocs
Kyogre és un Pokémon de la tercera generació, és a dir, va aparèixer per primera vegada en els videojocs Pokémon Ruby i Pokémon Sapphire.
Kyogre només apareix a Pokémon Safir, on se'l pot combatre i capturar a la Cave of Origin, i a Pokémon Maragda, on se'l troba a la Marine Cave. També apareix com un dels rivals a derrotar una vegada s'ha completat el mode història a Pokémon Mystery Dungeon.
Kyogre posseeix un nivell d'atac i defensa especials extremament alt, un arsenal de potents moviments de tipus aigua i glaç, i l'habilitat Plugim, que fa que es posi a ploure, fent que els seus atacs de tipus aigua s'enforteixin i els atacs de foc es tornin més dèbils.

## A l'anime
Com a Pokémon Ruby i Sapphire, a Pokémon el Team Aqua prova de despertar Kyogre per a indundar la terra, mentre que els seus rivals del Team Magma intenten desvetllar Groudon. En els episodis Gaining Groudon i The Scuffle of Legends, Kyogre és capturat pel Team Magma per a evitar que el Team Aqua l'utilitzi. Tanmateix, cada equip aconsegueix trobar els seus orbs respectius, i els dos Pokémon comencen a enfrontar-se. Finalment, els plans del Team Aqua són frustrats per Ash Ketchum i Lance, i tant Kyogre com Groudon tornen als seus respectius elements després de declarar una treva.